# 小行星5427
小行星5427（5427 Jensmartin）是一颗围绕太阳公转的小行星。1986年5月13日，波爾·延森在霍尔拜克发现了此天体。
这颗小行星的绝对星等为73.29446877358883等。